# Daniele Lavia
Daniele Lavia est un joueur italien de volley-ball né le 4 novembre 1999 à Cariati. Il joue réceptionneur-attaquant. De la saison 2020/2021 il est dans l'équipe de Leo Shoes Modène.

## Palmarès

### Équipe nationale
Championnat d'Europe des moins de 19 ans:
- 2017

Festival Olympique de la Jeunesse Européenne:
- 2017

Championnat du Monde des moins de 21 ans:
- 2019